# George Rous, III conte di Stradbroke
George Edward John Mowbray Rous, III conte di Stradbroke (Londra, 19 novembre 1862 – Blythburgh, 20 dicembre 1947), è stato un nobile e ufficiale inglese.

## Biografia
Era l'unico figlio maschio di John Rous, II conte di Stradbroke, e di sua moglie, Augusta Bonham. Frequentò la Harrow School e il Trinity College di Cambridge. Successe a suo padre come conte di Stradbroke e del seggio familiare di Henham Park, nel Suffolk, il 27 gennaio 1886.

## Carriera

### Carriera militare
Fu nominato capitano nel 1st Norfolk Artillery Volunteers nel 1882. Fu promosso a maggiore nel 1884 e a tenente colonnello nel 1888. Fu promosso a colonnello nei volontari il 26 giugno 1902. Fu nominato aiutante di campo di re Edoardo VII, fino alla morte del re, quando è stato nuovamente nominato di re Giorgio V.
Quando la Volunteer Force fu sostituita dalla Territorial Force il 1 aprile 1908, la sua unità fu divisa: Stradbroke divenne Colonnello Onorario della 1st East Anglian Brigade, Royal Field Artillery, mentre rimaneva tenente colonnello al comando della III East Anglian (Howitzer) Brigade. Comandò la III brigata e le sue unità successive in servizio attivo sul fronte occidentale in Egitto e in Palestina durante la prima guerra mondiale.
Dopo la guerra rimase colonnello della Norfolk artillery brigade (ora conosciuta come la 84th (East Anglian) Brigade) e dal 18 maggio 1927 ricoprì lo stesso ruolo con Suffolk brigade (ora 103rd Suffolk Brigade) fino a quando non fu divisa, quando continuò come colonnello della 409th (Suffolk) Independent Anti-Aircraft Battery fino alla sua rinnovata fusione con le batterie del Norfolk per formare il 78th (1st Anglian) Anti-Aircraft Regiment nel 1938.
Ha anche ricoperto il ruolo di presidente della Suffolk Territorial Army Association e come presidente del Council of National Artillery Association. Alla fine si ritirò nel 1930.

### Carriera politica
Stradbroke fu nominato Governatore di Victoria (1920-1926). Svolse anche il ruolo di Sottosegretario al Ministero dell'Agricoltura e della Pesca (1928-1929).
Durante il suo mandato come governatore, Lord Stradbroke sponsorizzò la Stradbroke Cup, evento che si tiene ogni anno ed è molto popolare.
Come massone, Lord Stradbroke fu iniziato al mestiere nella Loggia della Prudenza n. 388. Dopo essere diventato Venerabile Maestro della Loggia, fu nominato Gran Maestro Provinciale del Suffolk nell'ottobre 1902, mantenendo la posizione per quarantacinque anni. Due anni dopo essere stato nominato governatore, fu eletto Gran Maestro della Gran Loggia di Victoria. Fu anche Gran Maestro Provinciale di Mark Masons nell'East Anglia.
Oltre alle sue posizioni politiche e militari, Stradbroke ricoprì l'incarico di Vice-Ammiraglio del Suffolk, era Lord luogotenente del Suffolk e un giudice di pace, e un Assessore e presidente del Consiglio della contea di East Suffolk. È stato anche presidente dell'Associazione nazionale per la protezione della pesca marittima.

## Matrimonio
Sposò, il 23 luglio 1898, Helena Fraser (?-14 aprile 1949), figlia di James Keith Fraser. Ebbero otto figli:
- Lady Pleasance Elizabeth Rous (11 maggio 1899-1 settembre 1986), sposò Owen McKenna, ebbero due figlie;
- Lady Catherine Charlotte Rous (5 maggio 1900-19 settembre 1983);
- Lady Betty Helena Joanna Rous (24 aprile 1901-4 novembre 1969), sposò Douglas Beresford-Ash, ebbero un figlio;
- John Rous, IV conte di Stradbroke (1 aprile 1903-18 luglio 1983);
- William Rous, V conte di Stradbroke (10 marzo 1907-9 settembre 1983);
- George Nathaniel Rous (5 aprile 1911-1982), sposò Joyce Harpur, ebbero quattro figli;
- Peter James Mowbray Rous (23 gennaio 1914-17 maggio 1997), sposò Elizabeth Fraser, ebbero undici figli;
- Christopher Simon Rous (3 gennaio 1916-22 febbraio 1925).